# Henry Danton
Henry David Boileau Down, conocido artísticamente como Henry Danton, (30 de marzo de 1919-10 de febrero de 2022) fue un bailarín y maestro de ballet británico.

## Biografía
Nació en el seno de una familia de ascendencia francesa y escocesa, asistió a la escuela preparatoria Crowthorne Towers, más tarde a Wellington College y a la Real Academia Militar de Woolwich. 
Fue comisionado de la Academia, en enero de 1939, como Segundo Teniente de la Artillería Real y fue ascendido a Capitán al estallar la Segunda Guerra Mundial antes de retirarse del servicio activo en 1940. Danton no fue finalmente dado de alta hasta finales de 1945.
Fue un prolífico bailarín en Londres durante e inmediatamente después de la Segunda Guerra Mundial. En el Reino Unido, actuó como solista en el Ballet Internacional con Mona Inglesby en Las sílfides y en El lago de los cisnes entre 1943 y 1944; y con el Ballet Real de 1944 a 1946, donde apareció con Margot Fonteyn, Beryl Gray y Violetta Elvin en el Adagio de la Rosa del ballet La bella durmiente, y con Pamela May en Las sílfides. Bailó papeles protagónicos en varias obras, sobre todo en Symphonic Variations de Frederick Ashton con Moira Shearer.
Educado por Judith Espinosa, aprobó con honores los cuatro exámenes de la Royal Academy of Dancing y ganó la Medalla de Plata Adeline Genée después de solo 18 meses de entrenamiento de ballet clásico, aunque debido a la escasez de metal durante la guerra finalmente le fue otorgada en 2019. Durante la guerra, Danton estudió intensamente con la profesora rusa Vera Volkova.
En 1946, comenzó su carrera internacional viajando primero a París, para trabajar con algunos de los principales maestros rusos de la época, incluidos Victor Gsovsky y las bailarinas del Ballet Mariinski Olga Preobrazhénskaya, Lubov Egorova y Mathilde Kschessinska.
Viajó con compañías de ballet por el Reino Unido, Europa, Australasia y Sudamérica, junto con las bailarinas Svetlana Beriosova, Elsa Marianne von Rosen, Colette Marchand, Celia Franca, Irene Skorik, Lycette Darsonval, Sonia Arova, Mia Slavenska, Lynne Golding y otros. Como profesor y maestro de ballet, Danton trabajó extensamente en los EE. UU. y América del Sur durante más de 65 años, enseñando, entrenando y montando repertorio clásico.
Fue una influencia importante en las nacientes escuelas y compañías nacionales de ballet en Caracas, Ballet Nacional de Venezuela, Academia Interamericana de Ballet y Ballet Interamericano de Venezuela; y Bogotá; también fue el primer profesor de ballet clásico en trabajar en el Sarah Lawrence College, Bronxville, y el Centro Martha Graham de Danza Contemporánea; y enseñó en la Fokine School of Ballet, Ballet Arts, Carnegie Hall y Escuela Juilliard de Nueva York.
En 2013, a los 95 años, Danton continuó enseñando en Hattiesburg, y también trabajó como profesor invitado en varias escuelas y universidades, incluida la Universidad de Belhaven, donde representó Las sílfides de Michel Fokine en el otoño de 2013. Cumpliendo 100 años en 2019, todavía estaba trabajando.

## Reconocimiento
En el verano de 2001, Danton formó parte de un documental de Artscape producido por ABC TV Arts sobre la historia del ballet en Australia, Swan Lake - The Australian Ballet at 50. En 1951, Danton había interpretado el papel de Siegfried con Lynne Golding y el National Ballet Theatre en la primera producción australiana de larga duración de Swan Lake, en Melbourne y de gira por todas las ciudades grandes y medianas de Australia. El ballet también se realizó en Nueva Zelanda.
En el invierno de 2007, Danton fue homenajeado en la Gala del 50 Aniversario del Ballet Theatre of Scranton en Scranton, Pensilvania, el columnista y crítico de danza del Wall Street Journal, Robert Greskovic, rindió homenaje al trabajo de Danton con la compañía durante más de cuatro décadas.
En abril de 2011, Danton formó parte de la Ninette de Valois: Adventurous Traditionalist Conference en la Royal Ballet Upper School. En 2011, junto con la coreógrafa Gillian Lynne y otros tres miembros originales del reparto, participaron en una nueva producción del ballet Miracle in the Gorbals  de Robert Helpmann. Creada por primera vez en 1944, la danza-drama se desarrolla en los famosos barrios marginales de Glasgow en la década de 1940, con personajes que incluyen un mendigo, una prostituta, un ministro, dos jóvenes amantes y una mujer suicida.
Danton fue una voz importante en el documental Blackout Ballet de Ismene Brown de 2012 sobre Mona Inglesby y la Compañía Internacional de Ballet, y fue parte del documental de 2014 de la BBC TV Dancing in the Blitz: How World War Two Made British Ballet.